# San Stanislao alle Botteghe Oscure
San Stanislao alle Botteghe Oscure ou Igreja de Santo Estanislau nas Lojas Escuras, conhecida também como Santo Stanislao dei Polacchi  ou Igreja de Santo Estanislau dos Poloneses é uma igreja de Roma, Itália, localizada na Via delle Botteghe Oscure, no rione Sant'Angelo e dedicada a Santo Estanislau de Szczepanów. É uma das igrejas nacionais dos poloneses na cidade.

## História
A igreja está localizada no mesmo local da antiga igreja medieval de San Salvatore in Pensilis de Sorraca, construída sobre os restos do Circo Flamínio e registrada em diversos documentos entre 1174 e 1209. Uma inscrição, agora na entrada do Palazzo Busiri, na via Aurora, que é tudo o que resta desta igreja, faz referência a uma reconstrução terminada em 28 de outubro de 1285 "per venerabilem Hieronymum episcopum Prenestinum", uma referência ao papa Nicolau IV (r. 1288–1292).
O papa Gregório XIII (r. 1572–1585) cedeu a igreja ao cardeal polonês Stanislaus Hosius, que reconstruiu completamente a igreja em 1580, que tornou-se a igreja nacional polonesa em Roma. Para celebrar, ele rededicou a igreja ao padroeiro da Polônia, Santo Estanislau de Szczepanów. Sua aparência atual é resultado de uma outra reforma no século XVIII por Ignazio Brocchi, arquiteto de Estanislau II, rei da Polônia entre 1764 e 1795. A fachada é de Francesco Ferrari e data de 1735.

## Arquitetura
O interior conta com uma nave simples, coberta por um teto pintado por Ermenegildo Costantini com a "Glória de Santo Estanislau". A peça-de-altar do altar-mor é de Antiveduto Grammatica (final do século XVI), "Jesus e os Santos Estanislau e Jacinto". A igreja abriga também obras de Taddeo Kuntze e de outros artistas poloneses do século XVIII.

## Galeria

Imagens da igreja
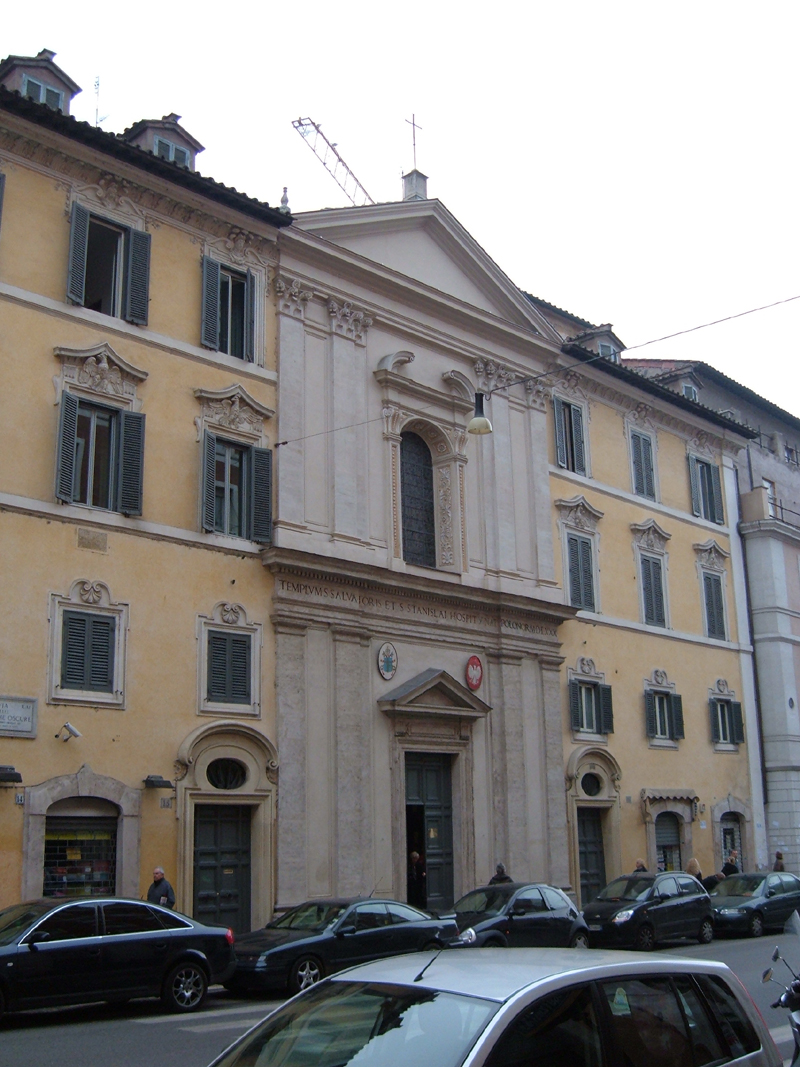
Vista da igreja entre os edifícios posteriores.
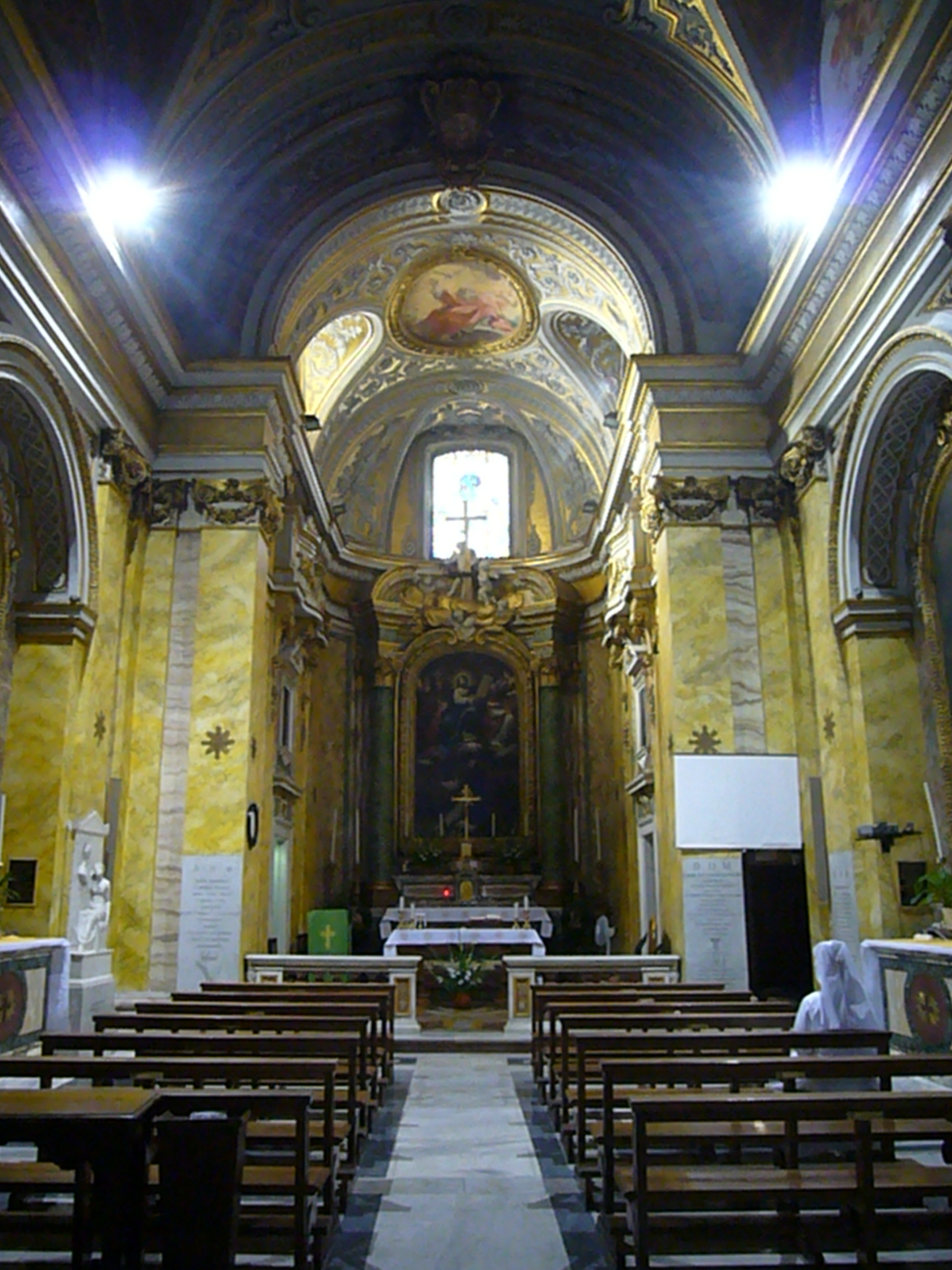
Nave.
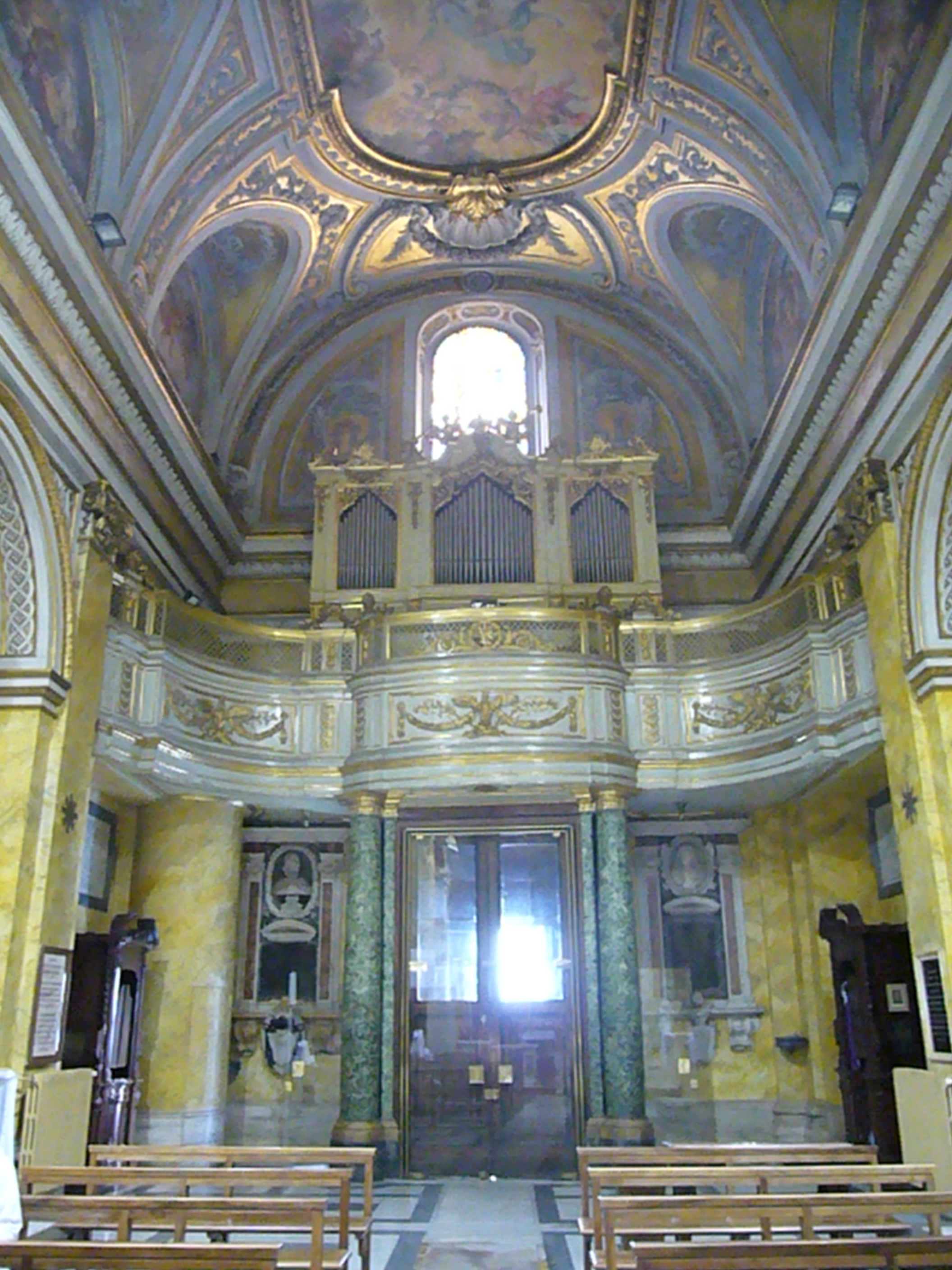
Contra-fachada e o órgão.
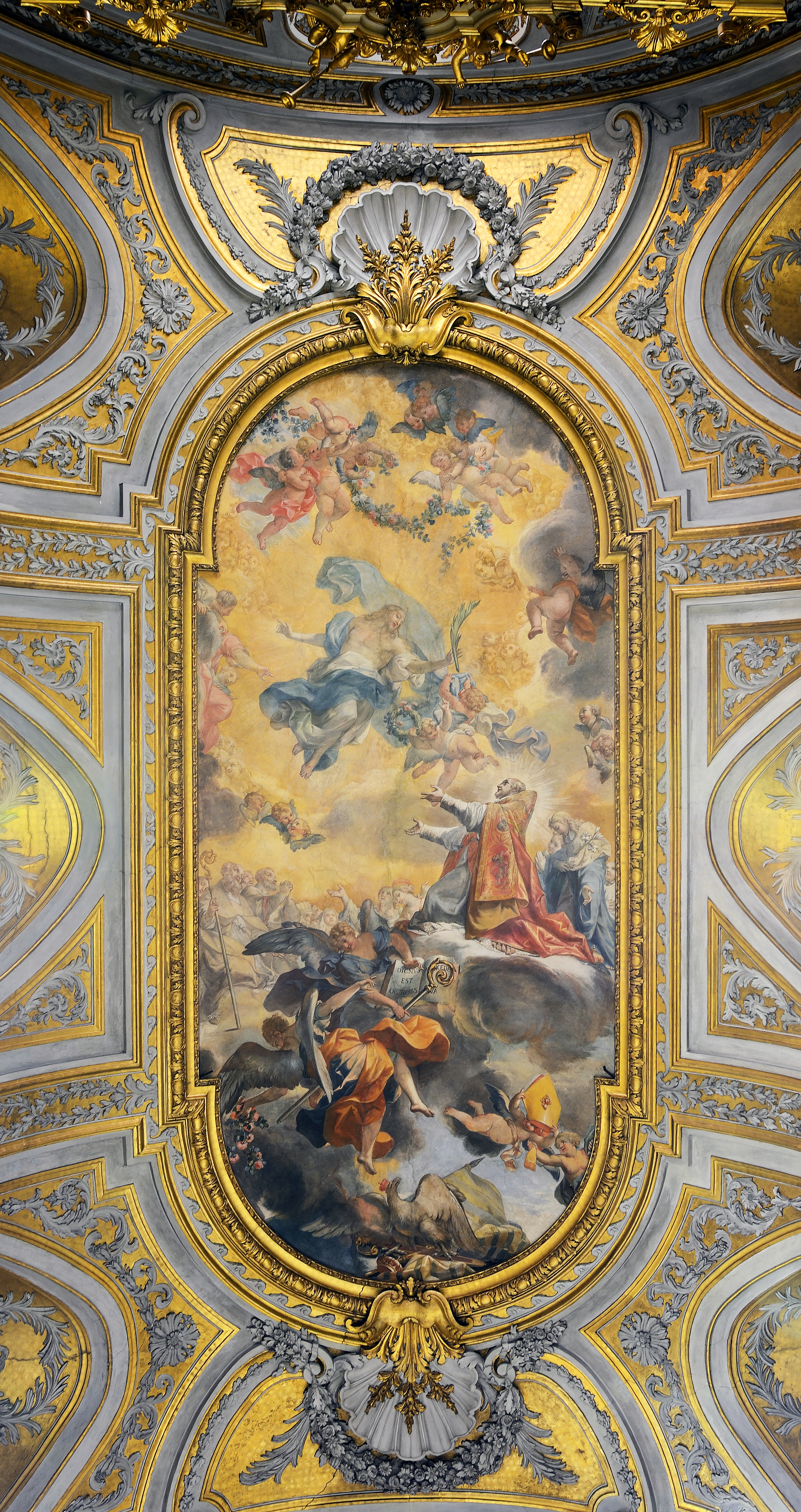
"Glória de Santo Estanislau", de Ermenegildo Costantini.